# Ипатович-Горанский, Александр Иванович
Александр Иванович Ипатович-Горанский (30 декабря 1863 (11 января 1864), Могилёвская губерния — после 1920) — военный инженер, генерал-лейтенант, начальник инженеров Оренбургского военного округа, заслуженный ординарный профессор Николаевской инженерной академии, награждён орденом Святого Владимира 2-й степени (1916).

## Биография
Александр Ипатович-Горанский родился 30 декабря 1863 (11 января 1864) года в Могилёвской губернии в дворянской семье. В 1881 году Александр окончил Первую Санкт-Петербургскую военную гимназию, затем он год учился в Николаевском инженерном училище (1882). В 1890 году он стал выпускником Николаевской инженерной академии (по первому разряду).
В 1882 году Ипатович-Горанский приступил к военной службе в Русской императорской армии. В начале августа он получил чин подпоручика. Ровно через 4 года, в 1886, он стал поручиком. Достиг чина штабс-капитана в ноябре 1889 года, капитана — в марте 1893, а подполковника — в апреле 1897. В апреле 1901 года Александр Иванович достиг чина полковника. Уже после Русско-японской войны, в конце марта 1909 года, он стал генерал-майором. Вскоре после Февральской революции, в начале апреля 1917 года, Ипатович-Горанский получил чин генерал-лейтенанта «за отличие по службе».
Всю свою карьеру Александр Ипатович-Горанский являлся военным инженером. Из училища он был выпущен в Гренадерский саперный батальон. С 1895 по 1897 год он служил репетитором Николаевской инженерной академии и Николаевского инженерного училища. Затем, в 1897—1902 годы, он состоял штатным преподавателем в тех же учебных заведениях.
Александр Иванович был участником Русско-японской войны. В декабре 1904 года он был назначен штабс-офицером для поручений в 3-й Манчжурской армии. В начале февраля 1905 года он «составлял свои соображения» об устройстве и упорядочении укреплений позиции армии на реке Шахэ. Во время Мукденского сражения находился при штабе армии, затем был командирован ремонтировть мосты на реке Хунхэ. В мае Ипатович-Горанский участвовал в укреплении позиции между правым флангом Сипингайской позиции и рекой Далао-хэ, в июне — Юшитайской арьергардной позиции. С середины июня и до заключения официального мира он исполнял обязанности помощника инспектора инженеров армии.
С 1902 по 1905 год Ипатович-Горанский являлся экстраординарным профессором, а затем, и ординарным профессором Николаевской инженерной академии — был на этом посту в январе 1910. Позже Александр Иванович стал заслуженным ординарным профессором по кафедре фортификации Академии.
С началом Первой мировой войны, на ноябрь 1914 года, Ипатович-Горанский получил должность начальника инженеров 11-й армии. С конца апреля 1915 года он состоял начальником инженеров крепости Перемышль. На апрель 1917 года он являлся инспектор инженерной части Туркестанского военного округа.
В разгар Гражданской войны, 14 июля 1918 года, Александр Иванович был назначен начальником инженеров Оренбургского военного округа — вступил в должность на следующий день. В том же, 1918, году он состоял членом военно-окружного совета Оренбургского округа. В октябре-декабре именно Ипатович-Горанский руководил постройкой укреплений и оборонительных сооружений вокруг Оренбурга.
В начале декабря 1918 года А. И. Ипатович-Горанский был допущен к исполнению дел помощника начальника Главного инженерного управления — числился в той же должности в марте 1919. Затем он был назначен полевым инспектором по технической части при Верховном Главнокомандующем — с оставлением в звании заслуженного профессора.
В сентябре 1919 года Александр Иванович исполнял обязанности полевого инспектора по технической части при Главкоме адмирале А. В. Колчаке. С 1 октября он стал полевым инспектором инженеров всего Восточного фронта Русской армии. Именно Ипатович-Горанский осуществлял строительство мостов и переправ через реку Иртыш в районе Омска. Кроме того, он состоял членом белогвардейского Военно-экономического общества.
В январе 1920 года Александр Иванович Ипатович-Горанский был пленён частями 5-й армии РККА. Подлежал отправке в Москву в распоряжение Всероссийского Главного штаба большевистских сил.

## Награды
- Орден Святого Станислава 3 степени
- Орден Святой Анны 3 степени
- Орден Святой Анны 2 степени с мечами (1905)
- Орден Святого Станислава 2 степени (1904)
- Орден Святого Владимира 4 степени с мечами и бантом (1905—1906): «за отличие в делах против японцев»
- Орден Святого Владимира 3 степени (1912)[1]
- Орден Святого Станислава 1 степени с мечами (1915)
- Орден Святой Анны 1 степени с мечами (1915)
- Орден Святого Владимира 2 степени с мечами (1916)[3]

## Сочинения
- Ипатович-Горанский А. Ближайшая атака фортов, усиленных и не усиленных контр-минами. Диссертация. — СПб., 1897.
- Ипатович-Горанский А. Полевая фортификация. Часть прикладная. — СПб., 1901.
- Ипатович-Горанский А. Конно-саперное дело. Порча и разрушение сооружений и орудий. — СПб., 1903.
- Ипатович-Горанский А., Яковлев В. Конно-саперное дело. Курс кавалерийских училищ. — СПб.: Тип. «Товарищества Худож. Печати», 1908. — 90 с.
- Ипатович-Горанский А. О применении минных буравов вместо мин в минной войне и для устройства сап взрывами // Военный сборник. — 1901/1902.

## Семья
По состоянию на 1902—1907 А. Ипатович-Горанский был женат.